# 3. Violinkonzert (Bruch)

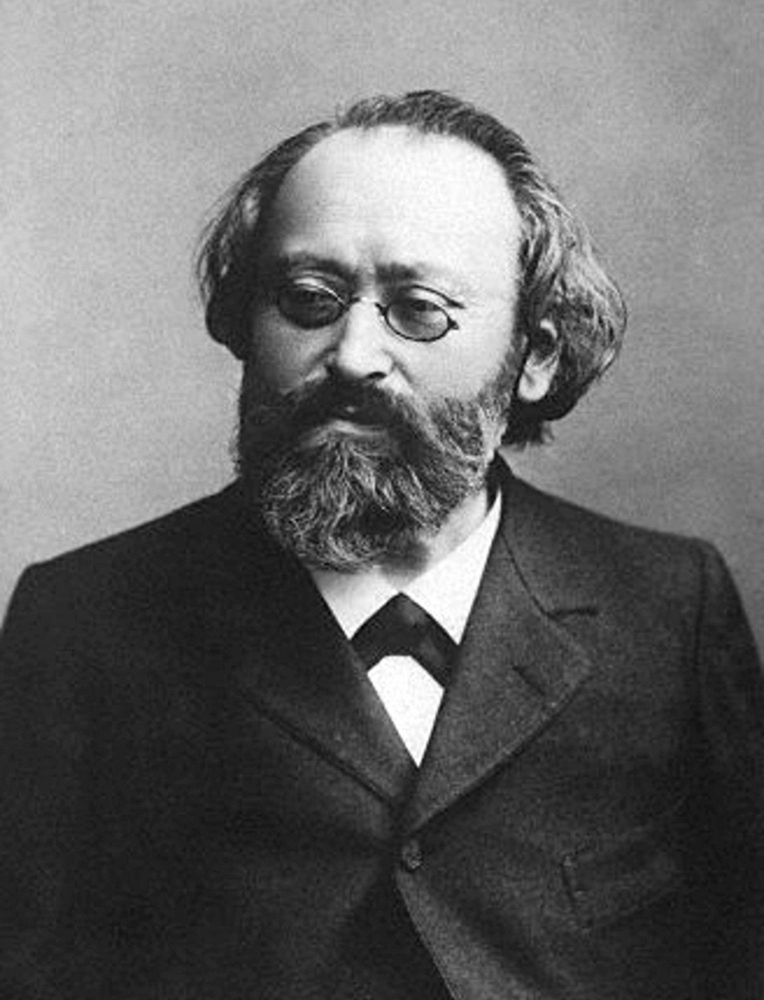
Max Bruch; Photographie von 1913

Das Violinkonzert Nr. 3 d-moll op. 58 ist ein Violinkonzert des deutschen Komponisten Max Bruch.

## Entstehung
Das dritte und letzte Violinkonzert Max Bruchs entstand von Sommer 1890 bis Februar 1891. Laut seiner eigenen Beschreibung der Entstehungsgeschichte des Werkes hatte Bruch aus seiner Sommerruhe „unter Anderen auch ein Concert Allegro in D moll mitgebracht...hatte ich im Sinne dies...Joachim zu widmen...Als ich aber unmittelbar vor meiner Abreise nach Rußland mit Joachim nochmals zusammen war, um dies Stück mit ihm durchzusprechen, gewannen wir Beide die Überzeigung, daß es sich durchaus zu einem Concert eigene, und es wurde die naturgemäße Erweiterung zu einem vollständigen Concert beschlossen.“ Das erwähnte Concert Allegro wurde zum Kopfsatz des neuen Konzerts. Wie der Komponist an Joseph Joachim schrieb, schuf er das Konzert „unter Ihrer wichtigen Mitwirkung, es ist ganz und gar für Sie gedacht und unter der Einwirkung Ihres Spiels entstanden.“ 
Joseph Joachim brachte Bruchs Violinkonzert Nr. 3 d-Moll op. 58 am 31. Mai 1891 in Düsseldorf zur Uraufführung, in einem vom Komponisten veranstalteten Konzert, in dem dieser ausschließlich eigene Werke präsentierte.

## Zur Musik

### Satzbezeichnungen
1. Allegro energico
2. Adagio
3. Finale. Allegro molto

### Beschreibung
Das Konzert orientiert sich in der Tonsprache an dem Vorbild von Johannes Brahms. Im Gegensatz zu Max Bruchs erfolglosem Zweiten Violinkonzert folgt das Dritte Violinkonzert wieder dem traditionellen Schema.
Der erste Satz ist ein lebhafter Sonatensatz. Im lyrischen Thema des Seitensatzes und mit dem virtuosen Einsatz des Solisten erinnert dieses Werk an Bruchs Erstes Violinkonzert. Eine Abweichung gibt es, als anstelle der lyrischeren ersten Sätze beider Vorgänger im dritten Violinkonzert eine robuste Concertante-Form erklingt.
Hauptthema und Kantilene des langsamen zweiten Satzes, werden mit Variationen und Figurationen versehen. Bei der Kantilene, die wiederum an das Erste Violinkonzert erinnert, handelt es sich um eine Romanze, die nicht nach ihrer konventionellen relativen Tonart F-Dur, sondern eine große Terz in die andere Richtung nach B-Dur geht.
Der dritte Satz ist ein Rondo und wird von Doppelgriffen geprägt. Als Bruchs Freund Otto Goldschmidt aus London berichtete, die Times habe den Finalsatz des Konzerts als von „Hungarischem Charakter“ beschrieben, antwortete Bruch: „Lauter Quatsch und elendes Gewäsch! Die Times fabelt, weil Joachim ein Ungar sei – lauter Blödsinn!“

## Wirkung
Laut Bruch war die Düsseldorfer Uraufführung des Konzerts vom 31. Mai 1891 „kein Erfolg, sondern eher ein Triumph“ Unter Bruchs Dirigat folgten im Lauf der nächsten fünf Monate mit Hamburg, Berlin, Frankfurt, Straßburg, Breslau, Leipzig, Köln und London acht Aufführungen.
Das Dritte Violinkonzert half, die angeschlagene Freundschaft zwischen Max Bruch und Joseph Joachim wiederherzustellen. Joseph Joachim hatte seine Ehefrau Amalie Joachim der Untreue mit Verleger Fritz Simrock bezichtigt; Bruch hatte – ähnlich wie Johannes Brahms – Joachim gegenüber keinen Hehl daraus gemacht, dass er diesen Verdacht nicht glauben könne. Bei der Uraufführung des Dritten Violinkonzerts fühlte sich Bruch in nostalgischer Weise an die Uraufführung des Ersten Violinkonzerts – ebenfalls mit Joachim als Solist – erinnert.
Trotz der Rückkehr zur Konvention steht das Konzert ebenso wie Bruchs Zweites Violinkonzert im Schatten des Erfolgs von dessen Violinkonzerterstling, der für den Komponisten nach anfänglicher Freude bald zur Belastung wurde.